# 박한용 (역사가)
박한용은 대한민국의 역사학자이다. 고려대학교 한국사연구소 연구교수로서, 민족문제연구소 교육홍보실장으로서 활동하였다. 2009년 민족문제연구소에서는 2000여 쪽에 이르는 친일인명사전을 발간하였는데, 박한용은 이 일에서 주도적인 역할을 했다. 여러 시사 프로그램에 패널로서 출연하였고 역사와 관련하여 여러 토론에 참여하였다. 2013년 9월 5일부터 국민TV에서 박한용의 생얼 현대사를 진행하고 있다.